# Volkstoneel

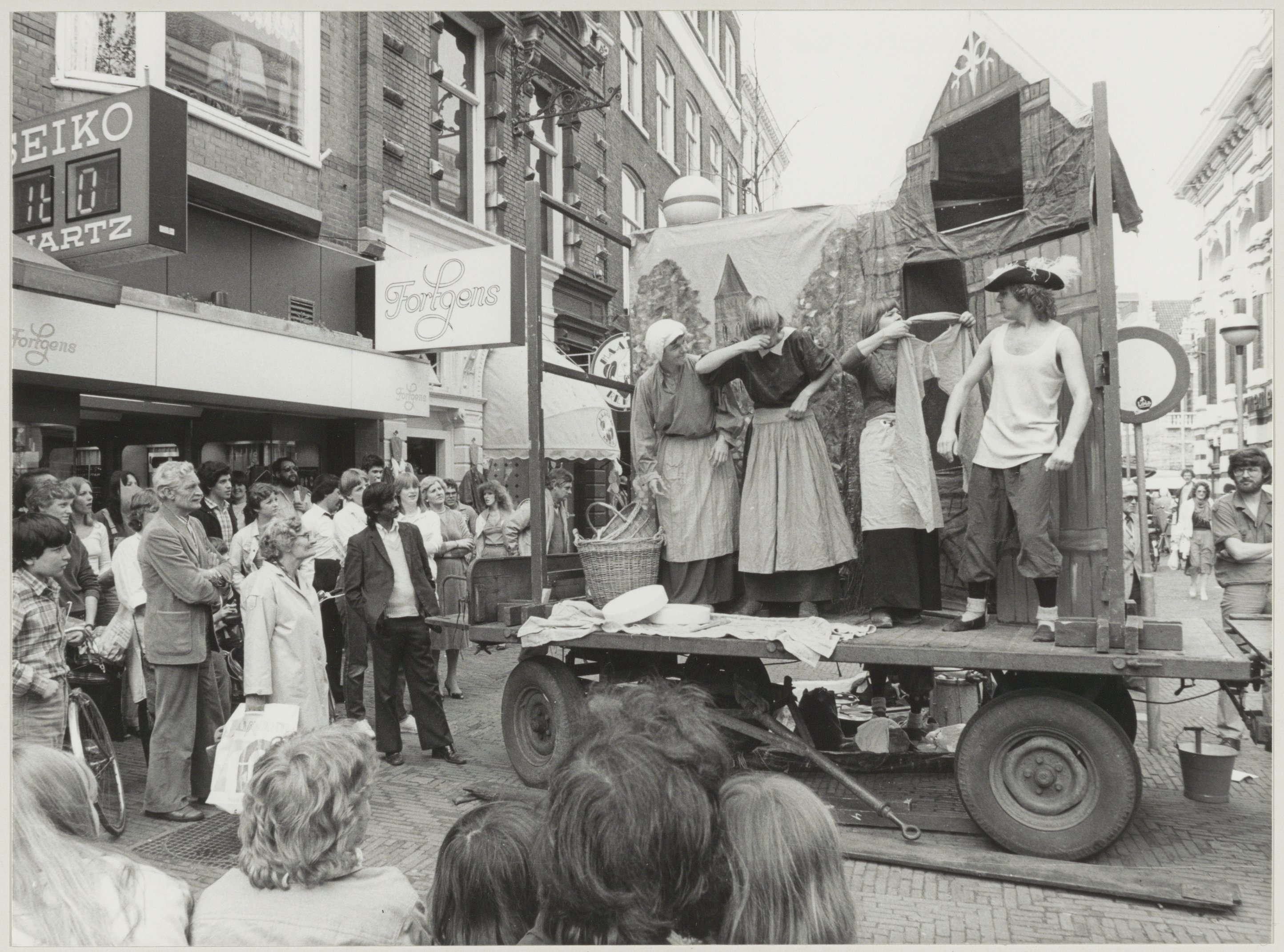
Het Westfries Volkstoneel in 1981

Volkstoneel is een vorm van toneel, specifiek gericht op mensen die niet niet naar theaters gaan.
Er worden twee soorten volkstoneel onderscheiden:
- Amuserend : Dit is toneel dat in de eerste plaats wil amuseren. Dit wordt ook wel volksdrama genoemd. Dit zijn nagenoeg allemaal kluchten, zoals De Tante van Charlie. Veel amateur toneelverenigingen spelen vergelijkbaar werk.
- Opvoedend: Toneel dat het publiek rijp wil maken voor het reguliere theater. Dit zijn stukken als De Jantjes van Bouber of de Lehrstücke van Brecht.